# فرودگاه کریستینا بیسن
فرودگاه کریستینا بیسن (به انگلیسی: Christina Basin Airport) یک فرودگاه همگانی است که یک باند فرود شن دارد و طول باند آن ۷۳۲ متر است. این فرودگاه در کشور کانادا قرار دارد و در ارتفاع ۷۲۱ متری از سطح دریا واقع شده‌است.